# سانتي خارا
سانتي خارا (بالإسبانية: Santi Jara)‏ هو لاعب كرة قدم إسباني في مركز نصف الجناح، ولد في 2 فبراير 1991 في المنسى في إسبانيا. لعب مع ريال سبورتينغ خيخون وسبورتينغ خيخون ب ونادي البسيط.

## وصلات خارجية
- سانتي خارا على موقع قاعدة بيانات كرة القدم.إي يو (الإنجليزية)
- سانتي خارا على موقع Soccerbase.com (لاعب) (الإنجليزية)
- سانتي خارا على موقع Soccerway.com (الإنجليزية)
- سانتي خارا على موقع AS.com (الإسبانية)